# Lecaniodiscus
Genre
Lecaniodiscus est un genre de plantes de la famille des Sapindaceae.

## Liste d'espèces
Selon Catalogue of Life (29 juin 2020) :
- Lecaniodiscus cupanioides Planch.
- Lecaniodiscus fraxinifolius Baker
- Lecaniodiscus punctatus J.B.Hall

Selon NCBI (29 juin 2020) :
- Lecaniodiscus cupanioides
- Lecaniodiscus fraxinifolius
- Lecaniodiscus punctatus

Selon The Plant List (29 juin 2020) :
- Lecaniodiscus cupanioides Planch. ex Benth.
- Lecaniodiscus fraxinifolia Baker

Selon Tropicos (29 juin 2020) (Attention liste brute contenant possiblement des synonymes) :
- Lecaniodiscus cupanioides Planch. ex Benth.
- Lecaniodiscus fraxinifolius Baker
- Lecaniodiscus vaughanii Dunkley